# Agapetes unwinii
Agapetes unwinii är en ljungväxtart som beskrevs av William Edgar Evans. Agapetes unwinii ingår i släktet Agapetes och familjen ljungväxter. Inga underarter finns listade i Catalogue of Life.